# Formació vegetal
Una formació vegetal, comunitat de plantes (de vegades dita fitocenosi) és una col·lecció d'espècies de plantes dins una unitat geogràfica designada, la qual forma un tros relativament uniforme que es pot distingir dels trossos veïns amb diferents tipus de vegetació. Els components de cada comunitat vegetal es veuen influïts pel tipus de sòl, la topografia, el clima i la pertorbació humana. En molts casos hi ha diversos tipus de sòl dins d'una fitocenosi donada.
L'expressió formació vegetal és del tipus biològic, expressa l'estructura d'una comunitat. S'empra, amb la intenció d'interpretar els organismes, com a expressió d'un procés d'adaptació a determinades condicions de vida.

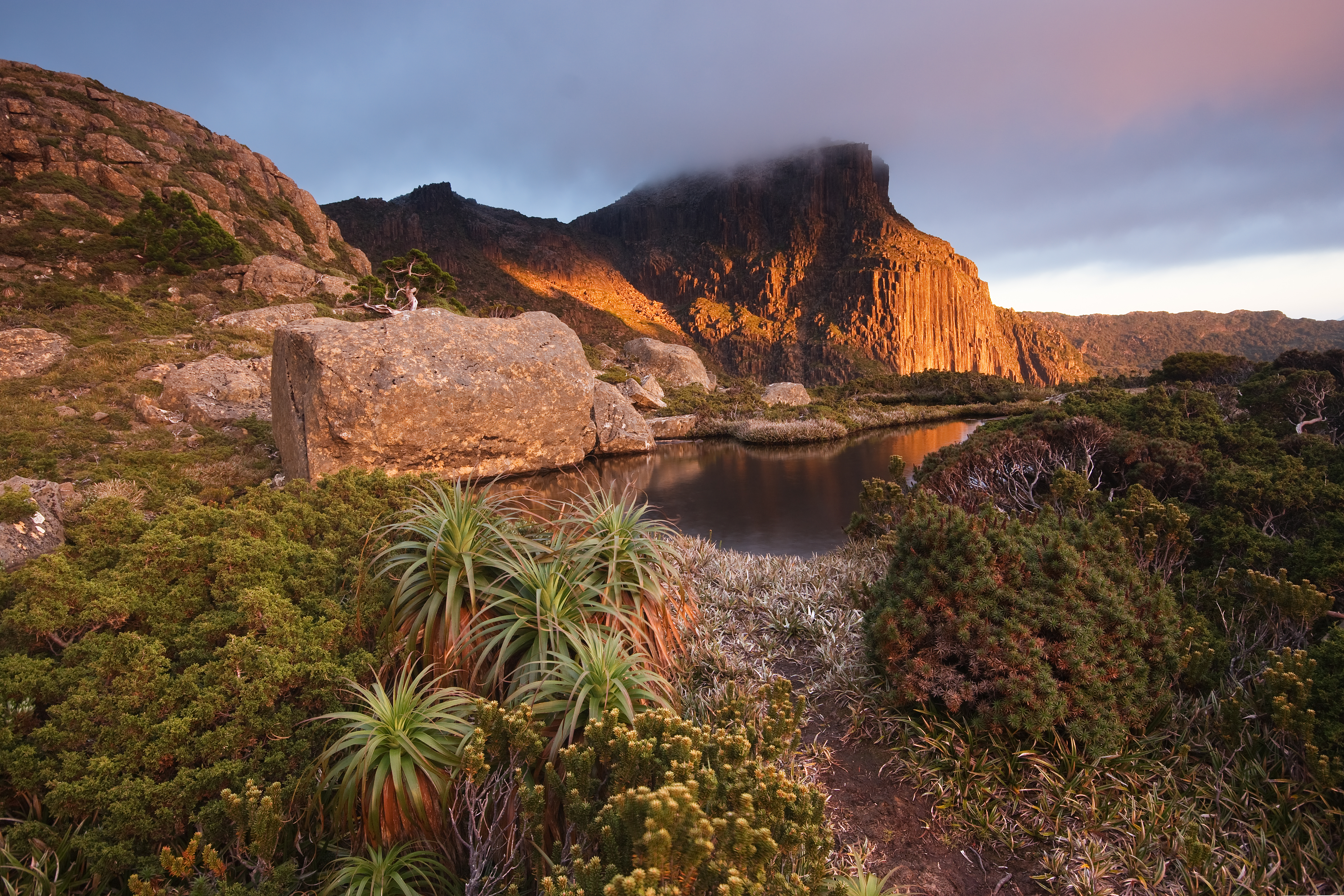
Comunitat alpina de bruguera a Tasmània

Una comunitat forestal inclou el dosser, o capa d'arbres superior, així com el sotabosc, subdividit en capa d'arbustos, capa d'herba, i algunes vegades també la capa de molsa. En alguns casos de boscos complexs també hi ha un capa inferior d'arbres ben definida.

## Exemples
Un exemple és en una praderia del nord del Caucas, on es troben les espècies poàcies com Festuca sulcata i Poa bulbosa. Una ciperàcia present és Carex shreberi.
Un altre exemple és en els boscos de l'Illa del Sud de Nova Zelanda on els arbres dominants són de la família podocarpàcia. El dosser inclou les espècies miro, rimu i totara de muntanya. El dosser mitjà inclou falgueres arborescents com Cyathea smithii i Dicksonia squarrosa, mentre el dosser més baix són plantes epífites associades com Asplenium polyodon, Tmesipteris tannensis, Astelia solandri i Blechnum discolor.